# XRCO зала на славата
XRCO зала на славата (на английски: XRCO Hall of Fame) е списък на американска организация на порнографските критици, наречена X-Rated Critics Organization.
В него намират място най-заслужилите личности и произведения в областта на порнографията. Новите членове на XRCO зала на славата се обявяват ежегодно по време на церемонията по връчването на наградите XRCO в кв. Холивуд, гр. Лос Анжелис, щ. Калифорния.

## Членове на залата

### Актриси
- 1985: Джорджина Спелвин, Тина Ръсел, Рене Бонд, Мерилин Чембърс, Шарън Торп
- 1986: Анет Хевън
- 1987: Лесли Бовие
- 1988: Шарън Мичъл, Колийн Бренън
- 1989: Шарън Кейн, Глория Леонард
- 1990/91: Кей Паркър, Сюзън МакБейн, Сека, Вероника Харт, Ерика Бойър
- 1992: Ванеса дел Рио
- 1993: Дезире Кусто, Лиза Де Лию
- 1994: Хиапатия Лий, Деби Даймънд
- 1995: Шана МакКалуг, Джинджър Лин, Кристи Кениън
- 1996: Амбър Лин, Нина Хартли
- 1997: Дезире Уест, Джиана Файн
- 1998: Бионка, Карина Колинс
- 1999: Кели Найчълс, Ани Спринкъл, Барбара Дер, Джеси Ст. Джеймс, Шона Грант, Линда Уонг
- 2000: Тори Уилис
- 2001: Порше Лин, Трейси Адамс
- 2002: Тери Уайгъл
- 2003: Ашлин Гиър, Тифани Минкс
- 2004: Селена Стийл
- 2005: Джена Джеймисън
- 2006: Кейша, Кайли Айрланд
- 2007: Франческа Ли, Джанин Линдемълдър, Серенити
- 2008: Клоуи, Джейн Пепър, Стефани Суифт, Шейла Лаво, Ники Дайъл
- 2009: Стейси Валънтайн
- 2010: Сънсет Томас, Джейда Файър, Инари Веш
- 2011:[1] Рейвнес, Триша Дивъроу, Джесика Дрейк, Джули Аштън, Аурора Сноу
- 2012:[2] Джена Хейз, Джеси Джейн, Джулия Ан
- 2013:[3] Беладона, Лиса Ан, Александра Силк
- 2014:[4] Тера Патрик, Сторми Даниълс, Ребека Барду, Тейлър Уейн
- 2016:[5] Хилари Скот, Бриана Банкс

### Актьори
- 2014: Марк Ууд,[4] Тони Монтана[4]

### Режисьори
- 2012: Майлс Лонг,[2] Люк Уилдър[2]
- 2013: Джонатан Морган, [3]
- 2014: Аксел Браун[4]

### Филмови пионери
- 2012: Ронда Джо Пети[2]